# 奧布利夫斯卡亞區

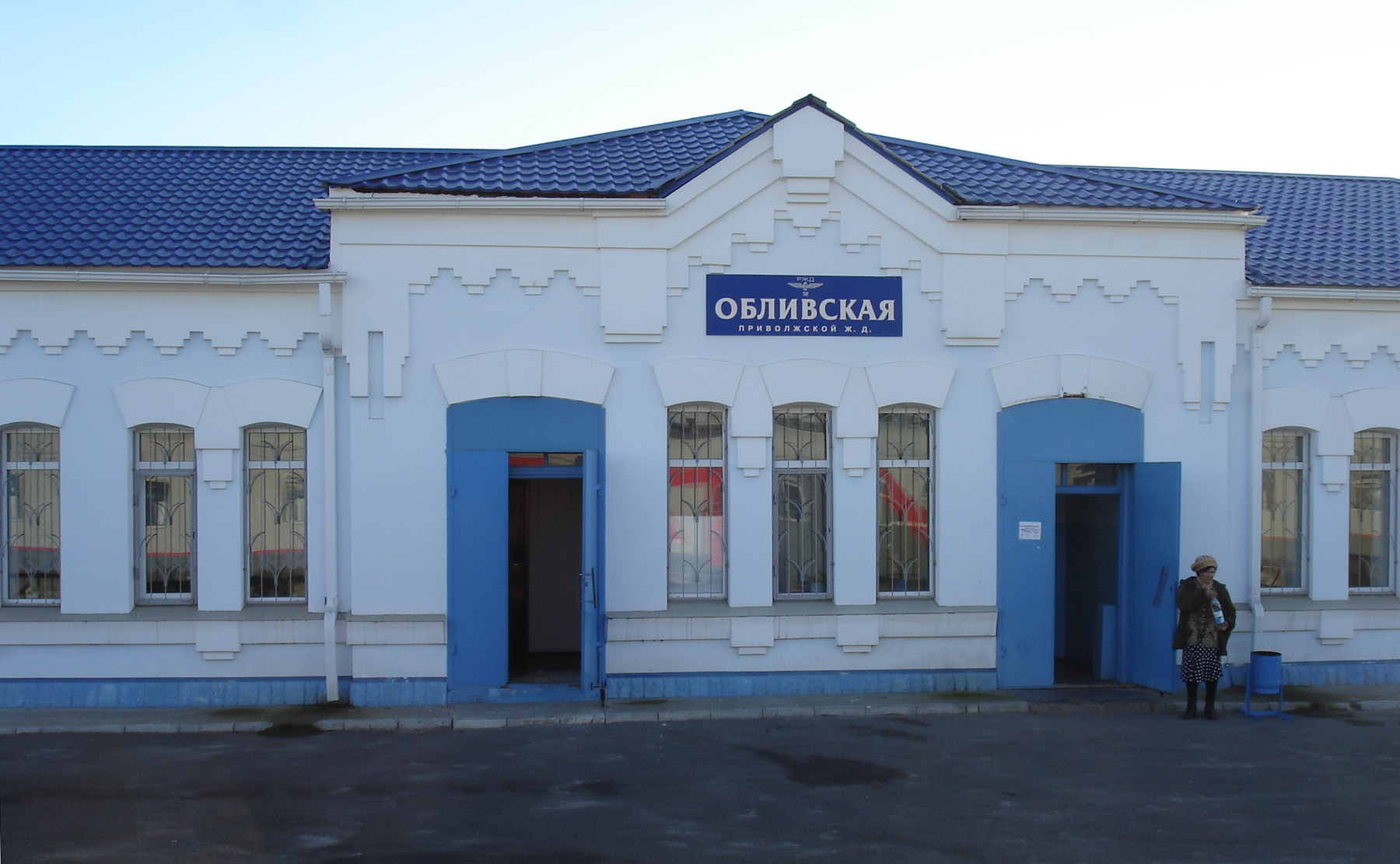

48°32′12″N 42°29′39″E / 48.53667°N 42.49417°E
奧布利夫斯卡亞區（俄语：Обливский район），是俄羅斯的一個區，位於該國西南部，由羅斯托夫州負責管轄，面積2,013.5平方公里，2010年人口18,872，人口密度每平方公里9.37人。